# Edward Hemming Dodd
Edward Hemming Dodd (São Paulo, 25 de abril de 1919 – Vila Velha, 7 de julho de 2007) foi o segundo presidente da Igreja Cristã Maranata entre 1986 e 2007, na data de seu falecimento.

## Biografia
Nascido aos 25 de abril de 1919, era filho do engenheiro civil britânico George Saville Dodd (nascido na Jamaica) e da também britânica Edith Gladys Hemming Dodd (nascida na Inglaterra).
Graduou-se em Teologia pelo Instituto Bíblico Moody e obteve seu doutorado em Teologia e Divindade pelo. Membro da Igreja Congregacional (não confundir com Congregação Cristã no Brasil), Dodd, em 1954, então reverendo, fundou, juntamente com outros pastores (Igreja Presbiteriana Independente, Igreja Batista e doutras denominações) o "Instituto Bíblico do Brasil", que seguia uma linha dispensacionalista da escatologia.
Em 1950, casou-se com Sara Victalino Teixeira Gueiros (hoje Sara Victalino Gueiros Dodd), então presbiteriana, irmã de Gedelti Victalino Teixeira Gueiros, com quem teve três filhas: Christina Louisa Dodd Pereira de Souza, Junia Priscila Dodd Milito e Gladys Dodd Gueiros (esposa de Alexandre Rubem Milito Gueiros, membro do Conselho Presbiteral da Igreja Cristã Maranata).
Nos anos 1970 junta-se à família de sua esposa na consolidação da Igreja Cristã Maranata, então presidida pelo sogro de seu cunhado, Pr. Manoel dos Passos Barros de 1970 a 1986. O Pr. Dodd sucede o Pr. Barros como Presidente da instituição de 1986 até seu falecimento, em 2007. 
Foi responsável pelo embrião do que hoje viria a ser o Instituto Bíblico Educacional Maranata, tendo feito seu estatuto aos 25 de dezembro de 1972.
Faleceu aos 27 de julho de 2007, com 88 anos.